# طبقات النحويين واللغويين
طبقات النحويين واللغويين. كتاب صنفه محمد بن الحسن بن عبيد الله بن مذحج أبو بكر الزبيدي الأندلسي الإشبيلي.

## نبذة عن الكتاب
كتاب طبقات النحويين واللغويين مرجع أصيل لتراجم النحويين واللغويين، من عهد أبي الأسود الدؤلي في صدر الإسلام إلى عهد شيخه عبد الله الرياحي إمام اللغة والنحو بالأندلس في القرن الرابع. عرفه القدماء من العلماء، ونقلوا نصوصاً في كتبهم، وتدارسوه في مدارسهم؛ نقل عنه من الفرضي في تاريخ علماء الأندلس، وياقوت في معجم الأدباء، والقفطى، إنباه الرواة، والسيوطي في بغية الوعاة، والمقريزي، في المقفى، وغيرهم؛ ولكنه في العصور الأخيرة ظل محجوباً عن العلماء والباحثين.مقدمة المحقق: محمد أبو الفضل إبراهيم</ref>